# Nagyszünet
A Nagyszünet magyar televíziós filmsorozat, amelyet az M2 tűzött műsorra.

## Ismertető
A sorozat elsősorban 7-13 éves korosztály számára készült. Lényege az oktatás, a hagyományos műveltségekről, reflektálás napjainkra, a társadalmi jelenségekre és foglalkoztató kérdésekre. Ez egyben a történet szövése, a játékok és a mesék elvén.